# Балаяж
Балаяж (от фр. balayage — обдувка) — одна из техник окрашивания волос, создающая впечатление «выгоревших на солнце прядей». Данный вид техники способствует визуальному увеличению объёма волоса. Балаяж подходит для волос различных структур: тонких, вьющихся, прямых, пушистых и т. д. Как и при создании любой растяжки, окрашивание происходит в два этапа: сначала при помощи осветляющего состава на волосах создаётся нужный рисунок, затем происходит тонирование в желаемый цвет.

## Как делают балаяж
Балаяж является разновидностью мелирования. Осветляющий состав наносится на отдельные, достаточно толстые пряди. Прокрашивается только поверхность пряди, сердцевина должна остаться нетронутой. Пряди нельзя заворачивать в конверты из фольги, потому что в этом случае прядь будет испорчена. Пряди можно только проложить фольгой, отделив друг от друга. Тем самым создаётся нужный рисунок, переходы и эффект выгоревших волос во время летнего отпуска. Цель данной техники окрашивания в создании растяжки цвета с характерными «рёбрами жёсткости».
В домашних условиях выполнение балаяжа затруднительно при отсутствии соответствующих профессиональных навыков.

## Отличие от шатуш
Техника шатуш также призвана создать на волосах цветовую растяжку, однако как рисунок, так и техника выполнения различны. Основой при этом является начёс, в который уходит определённый процент волос из пряди, оставшиеся волосы осветляются, при этом пряди могут заворачиваться в конверты из фольги. Шатуш даёт гораздо более плавный цветовой переход.